# Constantins
Constantins és un poble del municipi de Sant Gregori, al Gironès, a l'esquerra del Ter. El 2009 tenia 63 habitants. L'església parroquial de Sant Vicenç és esmentada el 1182. Dins el terme també hi ha el santuari de Santa Maria de Calders.
El 1800 era un ens local independent, però el 1846 va ser agregat al municipi de Sant Gregori per la política de reducció del número de municipis.